# Schloss Freudenhain
Schloss Freudenhain liegt im Stadtgebiet von Passau in einem gleichnamigen Park am Nordufer der Donau. Die Anlage wurde von 1785 bis 1792 von dem Passauer Fürstbischof Kardinal Joseph Franz Anton Graf von Auersperg als Sommersitz erbaut. Architekt und Baumeister war Johann Georg von Hagenauer. Das Schloss wird seit über hundert Jahren als Schule genutzt. Die Anlage ist unter der Aktennummer D-2-62-000-663 als Baudenkmal von Passau verzeichnet.

## Geschichte

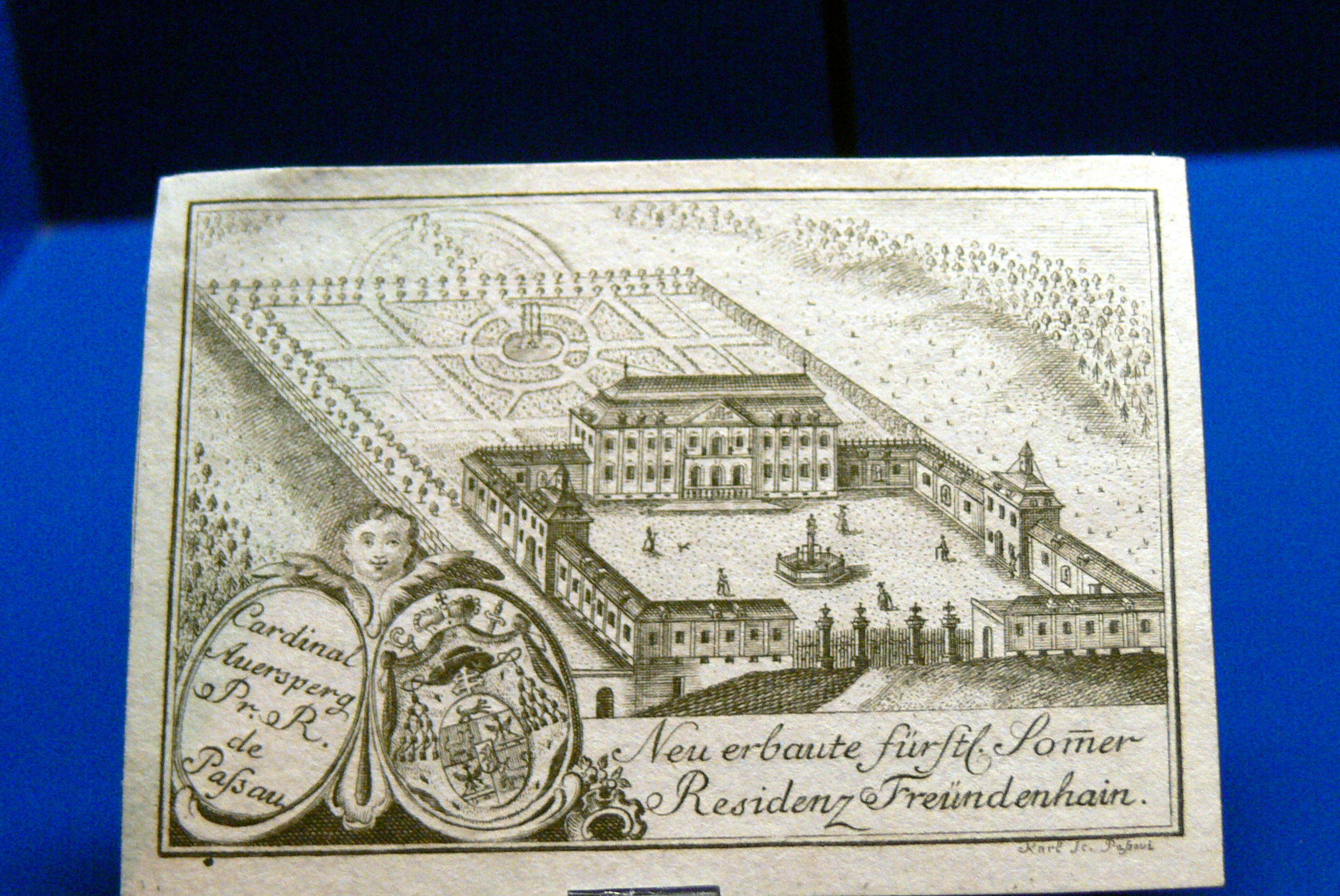
Schloss Freudenhain 1790

Am Nachmittag des 26. Februar 1797 verstarb hier, auf der Flucht vor den Franzosen, der Speyerer Fürstbischof August von Limburg-Stirum und wurde in der (heute zerstörten) Kapuzinerkirche Freudenhain beigesetzt.
1803 ging Schloss Freudenhain im Zuge der Säkularisation in bayerischen Staatsbesitz über. 1880 wurde Freudenhain vom Orden der englischen Fräulein gekauft und diente zunächst als Aus- und Fortbildungsstätte für Lehrerinnen, später wurde es auch als Heim für Schülerinnen genutzt.
Im Jahre 1900 wurde das Schloss um die Kapelle St. Josef erweitert. Hochaltar, Seitenaltar, Kommunionbank, Beichtstuhl und Kreuzweg wurden nach Entwurf des Münchner Architekten Joseph Elsner in seiner Münchner „Anstalt für christliche Kunst“ geschaffen. Seit 1911 diente Freudenhain als Lehrerinnenbildungsanstalt und höhere Mädchenschule, welche aber beide während der Zeit des Nationalsozialismus wieder aufgelöst wurden (1937 bzw. die höhere Mädchenschule 1941). Nach dem Zweiten Weltkrieg wurde im Jahre 1946 wieder eine Lehrerbildungsanstalt eingerichtet, 1951 wurde Freudenhain eine sogenannte Klassische Oberschule, bevor es 1954 zu einem deutschen Gymnasium erhoben wurde. 1958 schließlich wurde die Lehrerinnenbildungsanstalt geschlossen.
Die Reste der englischen Gartenanlagen sind heute Teil des Passauer Stadtparks.

## Heutige Nutzung als Gymnasium
Seit 1954 beherbergt das Schloss das Auersperg-Gymnasium Passau Freudenhain. Träger des Gymnasiums ist die Maria-Ward-Schulstiftung. Insgesamt besuchen mehr als 500 Schüler entweder den Wirtschafts- oder den musischen Zweig.
Alle Schüler beginnen mit Englisch als erster Fremdsprache in der fünften Klasse, die Schüler des musischen Zweiges sind zu Latein als zweiter Fremdsprache ab der sechsten Klasse verpflichtet; diese Schüler erhalten zusätzliche Musikstunden sowie Instrumentalunterricht und waren bis zum Schuljahr 2016/17 verpflichtet, wahlweise bei Chor, Orchester oder Bigband mitzuwirken. Die Schüler im Wirtschaftszweig können zwischen Latein und Französisch als zweiter Fremdsprache wählen.
Ab der achten Klasse folgen Wirtschaft und Recht (=Betriebswirtschaftslehre, Volkswirtschaftslehre, Recht) und Wirtschaftsinformatik (=Buchführung, Datenverarbeitung, Umgang mit Tabellenkalkulation, Textverarbeitung und anderen Computerprogrammen) als Unterrichtsfächer, für den musischen Zweig mit reduzierter Stundenanzahl.
Ab der zehnten Jahrgangsstufe haben alle Schüler die Wahl, ihre zweite Fremdsprache abzulegen und stattdessen bis zum Abitur Spanisch als spätbeginnende Fremdsprache zu erlernen.
Den Schülern und Lehrern wird ein warmes Mittagessen angeboten. Für die Jahrgangsstufe 5 bis 7 steht eine freiwillige Nachmittagsbetreuung zur Verfügung. Seit dem Schuljahr 2011/12 bietet das Gymnasium eine geschlossene Ganztagsklasse für die fünfte bis siebte Klasse an; diese besuchen nachmittags verschiedene Neigungsgruppen, wie z. B. Akrobatik und Ballsportarten, aber auch Arbeitsstunden, in denen sie Hausaufgaben erledigen.
2010 diente das Gymnasium als Filmkulisse für das Musikinternat Amadeus im Kinofilm Rock It!.

## Baubeschreibung
Vor dem frühklassizistischen zweigeschossigen Hauptbau mit seinem Mansarddach liegt ein querrechteckiger Ehrenhof, der beiderseits von eingeschossigen Wirtschaftsbauten umgeben wird. Eine von beiden Seiten her ansteigende Rampe führt zum Portikus, der mit einem Balkon bekrönt ist. Der Giebel trägt das Wappen des Kardinals Reichsgraf Joseph von Auersperg.
Der Name stammt von dem Englischen Park, der das Schloss ursprünglich umgab. Sein Zentrum bildete das Holländerdörferl, ein künstliches Dorf, in dem neben der Villa des Fürstbischofs seine wichtigsten Mitarbeiter ihre Anwesen besaßen.